# Milieurecht
Het milieurecht is het geheel van rechtsregels die tot doel hebben het leefmilieu te beschermen. Milieubescherming is in veel landen verankerd in de grondwet en uitgewerkt in diverse specifieke wetten. Het milieurecht is een onderdeel van het omgevingsrecht. Het meeste milieurecht valt onder het bestuursrecht.

## Geschiedenis
In de loop van de negentiende eeuw veranderde in Europa de landbouweconomie in een industriële economie. De opkomst van fabrieken en het gebruik van machines veranderde het landschap, lucht en- waterkwaliteit. In de 20ste eeuw kwamen milieuproblemen op de politieke agenda te staan doordat de gezondheid van de burgers door de ontwikkelingen van de industriële revolutie steeds vaker in gevaar kwam. De kwaliteit van het leefmilieu ging achteruit door verschillende problemen zoals van waterverontreiniging, de aantasting van de natuur en landschap door het gebruik van chemische stoffen en luchtvervuiling door toenemende rook- en uitlaatgassen.

## Milieubescherming als overheidstaak
Milieubescherming is een overheidstaak. Artikel 21 van de Nederlandse Grondwet stelt: de zorg van de overheid is gericht op de bewoonbaarheid van het land en de bescherming en verbetering van het leefmilieu. Dit is een algemeen sociaal grondrecht dat geldt voor iedere burger. Het grondrecht is vertaald in een aantal wetten, de belangrijkste daarvan in Nederland is de Wet milieubeheer. Andere wetten zijn de Wet geluidhinder, de Wet verontreiniging oppervlaktewateren (sinds 22 december 2009 opgegaan in de Waterwet), de Wet bodembescherming en de Meststoffenwet.
De milieuwetten beschrijven regels voor het inzetten van rechterlijke instrumenten voor de bescherming van:
1. bodem, lucht- en waterkwaliteit tegen verontreiniging;
2. overmatig gebruik van natuurlijke grondstoffen;
3. aantasting door ingrijpen in de natuur en aantasten van het landschap op nationaal, provinciaal en gemeentelijk niveau.

Op elk van deze bestuursniveaus worden de milieuwetten toegepast met behulp van een milieubeleid.

### Rechten van de natuur
Op de grens tussen milieurecht en klimaatrechtspraak ontstaat een geheel nieuwe rechtsgrond bij het erkennen van de rechten van het natuurlijk milieu zelf, of onderdelen ervan zoals de rechten van een rivier, een landschap, of de lucht. Bij uitbreiding horen ook planten rechten te hebben. De motivatie loopt enigszins parallel met die voor dierenrechten. Reeds in de jaren 1970 kwam het principe in de Verenigde Staten aan de orde: in 1972 was een rechter bij het Hooggerechtshof van de Verenigde Staten van oordeel dat planten en ecologische entiteiten een juridisch belang konden hebben., en publiceerde Christopher D. Stone zijn theorie over de rechten van onder meer bomen. In 2006 erkende de eerste VS-gemeente de rechten van de natuur binnen haar grenzen. In Ecuador werden de rechten van de natuur in 2008 in artikel 71 van de grondwet opgenomen, een wereldprimeur in het milieurecht. In 2012 keurde het Boliviaanse parlement de Ley de Derechos de la Madre Tierra (“Wet Rechten van Moeder Aarde”) goed. In de praktijk echter is de draagwijdte van de nieuwe wetgeving en rechtspraak nog beperkt, en is een “menselijke” rechtspersoonlijkheid niet aan de orde.
De rivier als rechtssubject stond centraal bij klimaatgerelateerde rechtszaken in Colombia in 2018.

## Rechtelijke instrumenten

### Inleiding
In milieuwetten zijn instrumenten beschreven die gebruikt kunnen worden om het leefmilieu van de burger te beschermen en te verbeteren. De belangrijkste instrumenten zijn milieuplannen en milieuprogramma's, milieukwaliteitseisen, vergunningen, algemene regels en handhaving. In de Wet Milieubeheer staat beschreven dat de provinciale en gemeentelijke bestuursorganen verplicht zijn om elke vier jaar milieuplannen te ontwikkelen en uit te voeren. Hierin staan bijvoorbeeld beleidsplannen om een specifiek lokaal milieuprobleem aan te pakken. In de Wet Milieubeheer is beschreven dat de overheid verantwoordelijk is voor de controle en evaluatie van deze milieuplannen.

### Vergunningen en algemene regels
Volgens de Wet Milieubeheer zijn bedrijven in Nederland in veel gevallen verplicht om een milieuvergunning aan te vragen, dit zijn vooral bedrijven met grootschalige installaties voor de verwerking van metalen, afvalbeheer en de chemische industrie. De milieuvergunning moet via de gemeentelijke of provinciale overheid aangevraagd worden. Ook bedrijven die werken met brandstoffen, productie van levensmiddelen, ertsverwerking en milieugevaarlijke of ontplofbare stoffen. De vergunning geldt alleen voor het bedrijf dat de vergunning heeft aangevraagd. Voor bedrijven die werkzaam zijn in een dezelfde sector, gelden algemene regels. Voorbeelden zijn bakkerijen en tankstations. De algemene regels zijn opgesteld door nationale overheid. De vergunningen en algemene regels dienen ertoe om het milieu en de gezondheid van de burger te beschermen.

### Convenanten
Een milieuconvenant is een vrijwillige overeenkomst tussen bedrijven en de overheid waarin bepaalde afspraken over het uitvoeren van milieubeleid zijn overeengekomen. Dit instrument wordt vaak gebruikt om de medewerking van bedrijven te verzekeren bij het maken van nieuwe maatregelen om het milieu te beschermen. Een voorbeeld van een convenant dat overeengekomen is het biologisch convenant. Dit convenant was een overeenkomst tussen supermarkten, levensmiddelenfabrikanten, overheid, banken, branche -en belangenorganisaties en maatschappelijk organisaties om tot eind 2007 de groei van de afzetmarkt van biologische producten te stimuleren. Het principe van het convenant om bedrijven te betrekken bij het maken van bepaalde afspraken heeft ertoe geleid dat bedrijven een proactieve rol spelen bij het naleven van milieubeleid

### Financiële instrumenten
De milieuwetten bevatten ook regels voor financiële instrumenten zoals heffingen, bijdragen en schadevergoedingen. In het handboek van milieubelastingen staan verschillende belastingen die voor het reguleren van milieubeleid toegepast worden. Voorbeelden van belastingen zijn de brandstoffenbelasting, energiebelasting en afvalstoffenbelasting. De belastingen worden ingesteld om de belasting op het milieu door menselijke activiteiten te verminderen. Milieuheffingen, bijdragen en schadevergoedingen worden ingezet om de gevolgen van het ingrijpen in de natuur en het milieu door bijvoorbeeld het bouwen van een nieuwe snelweg te compenseren.

## Handhaving
Nederland worden de milieuwetten gehandhaafd via het strafrecht, het bestuursrecht en burgerlijk recht op de verschillende bestuursniveaus. Op nationaal niveau is de inspectiedienst van het Ministerie van Volkshuisvesting, Ruimtelijke Ordening en Milieubeheer (VROM). Deze inspectiedienst controleert en inspecteert Nederlandse bedrijven op misstanden en het overtreden van de milieuwetten.
Op gemeentelijk niveau bestaan er verschillende milieudiensten. Dit zijn gemeentes die samenwerken om de Wet Milieubeheer te handhaven. De milieudienst controleert de naleving van milieuvoorschriften en geeft vergunningen af. Daarnaast informeert en adviseert de milieudienst burgers, bedrijven, gemeenten en andere overheidsinstellingen over het beschermen van het milieu bij het inrichten en het beheren van de woonomgeving. Tevens is de milieupolitie op gemeentelijk niveau werkzaam. Deze politiedienst houdt toezicht op het overtreden van milieuwetten zoals het illegaal dumpen van chemisch afval.
In het geval van een overtreding van de milieuwet door een fabriek of bedrijf wordt het strafrecht toegepast. Als een bedrijf zijn vergunningsvoorschriften niet is nagekomen kan de politie een proces-verbaal laten opkomen en openbaar ministerie het bedrijf vervolgen.
Het bestuursrecht wordt toegepast als een bedrijf zijn verplichte milieuvoorschriften niet naleeft. In dit geval kan de burger die last ondervindt naar het bestuursorgaan (VROM, provincie of gemeente) stappen die de vergunning voor het bedrijf heeft afgegeven. Het bestuursorgaan heeft de bevoegdheid het bedrijf te dwingen zich aan de milieuwetten te houden. Ook is het bestuursorgaan gerechtigd om het bedrijf sancties op te leggen zoals het opleggen van een dwangsom, het intrekken van de vergunning of ontheffing.
Het burgerlijk recht wordt toegepast als een burger last ondervindt van de milieuvervuilende activiteiten van een bedrijf en daarvoor een vergoeding wil eisen. Er zijn verschillende activiteiten van bedrijven die bijvoorbeeld lawaai, stank of rook veroorzaken. Het civiele recht wordt ingezet omdat dit regelingen betreft dus burgers en bedrijven en tussen bedrijven onderling. Deze civiele procedure kan uitlopen tot een proces dat ertoe kan leiden dat het bedrijf een schadevergoeding moet betalen of dat de rechter bepaalt dat het bedrijf verplicht is om zijn milieuvervuilende activiteiten te stoppen.

## Europees Milieurecht
Vaak zijn milieuproblemen grensoverschrijdend. Deze milieuproblemen worden integraal aangepakt met behulp van verdragen om de huidige en toekomstige burgers van de Europese Unie te beschermen. In het Verdrag van Rome werd al aandacht besteed aan het gemeenschap beschermen van het milieu. In 1972 ontwikkelde de Europese Commissie het eerste Milieu Actieprogramma. Op 1 juli 1987 werd de Europese Akte ondertekend waar de judiciële basis werd gelegd voor het ontwikkelen van een Europees milieubeleid. In het artikel 130 R- T van de Europese Akte zijn de lidstaten overeengekomen dat Europese Unie streeft naar ‘het behoud, de bescherming en verbetering van de kwaliteit van het milieu, de bescherming van de gezondheid van de mens en een behoedzaam en rationeel gebruik van natuurlijke hulpbronnen’.

### Het Verdrag van Maastricht
Op 7 februari 1992 is het Verdrag van Maastricht ondertekend door 12 lidstaten, op 1 november 1993 is het in werking getreden. In dit verdrag heeft milieu een belangrijkere rol gekregen. De Europese Unie erkent nu dat bescherming van het milieu integraal moet worden aangepakt bij de implementatie en handhaven van het gemeenschappelijk EU beleid. Tevens streeft de Europese Unie nu ook naar 'de bevordering op internationaal vlak van maatregelen om het hoofd te bieden aan regionale of mondiale milieuproblemen' die aan artikel 130 - R is toegevoegd.

### Rechtelijke instrumenten Europees Milieurecht
Het Europees Parlement, de Raad van Europa (bestaande uit ministers van elke lidstaat) en de Europese Commissie zijn bevoegd om wetgeving en richtlijnen (directives)op te stellen. De Europese wetgeving moet nageleefd worden door iedere lidstaat, de richtlijnen zijn bindend maar de lidstaten mogen zelf bepalen hoe deze richtlijn wordt toegepast in het nationaal milieubeleid. Deze richtlijnen hebben bepaalde eisen waaraan moet voldoen binnen een bepaalde afgesproken tijdslimiet. Een aantal richtlijnen zijn: de Habitatrichtlijn (het beschermen van natuurgebieden binnen Europa) en de Kaderrichtlijn Water (het waarborgen van de waterkwaliteit in Europa). Het gebruik van richtlijnen is het meeste gebruikte rechterlijke instrument voor de bescherming van het milieu.

### Handhaving Europees Milieurecht
Het handhaven van het Europees milieurecht is een taak van de lidstaten. In de meeste richtlijnen staat beschreven dat lidstaten verplicht zijn periodieke rapporten aan te leveren over de resultaten van de implementatie van de richtlijn. Daarnaast is de Europese Commissie bevoegd om te allen tijde een rapportageverzoek in te dienen bij de lidstaat ter controle van het naleven van een gestelde richtlijn.
Als de lidstaat zich niet houdt aan de milieuwetgeving is de Europese Commissie (artikel 226 van het verdrag van Maastricht) bevoegd om een rechterlijke procedure (inbreukprocedure) te starten, deze procedure bestaat uit 3 stappen.
1. De Europese Commissie stuurt een formele herinnering/aanmaning naar de lidstaat om alsnog aan de wettelijke verplichtingen te voldoen.
2. De Europese Commissie stuurt nogmaals een schriftelijke aanmaning waarin de Commissie redenen geeft waarom er sprake is van inbreuk tegen de EU – wetgeving en wordt de lidstaat opnieuw geadviseerd om binnen een bepaalde termijn te voldoen aan de wetgeving.
3. Wanneer de lidstaat dit advies niet nakomt, zal er juridische procedure worden gestart bij het Europese Hof van Justitie. Uiteindelijk kan de Europese Commissie de lidstaat een dwangsom opleggen.